# Herz-Jesu-Kirche (Euskirchen)

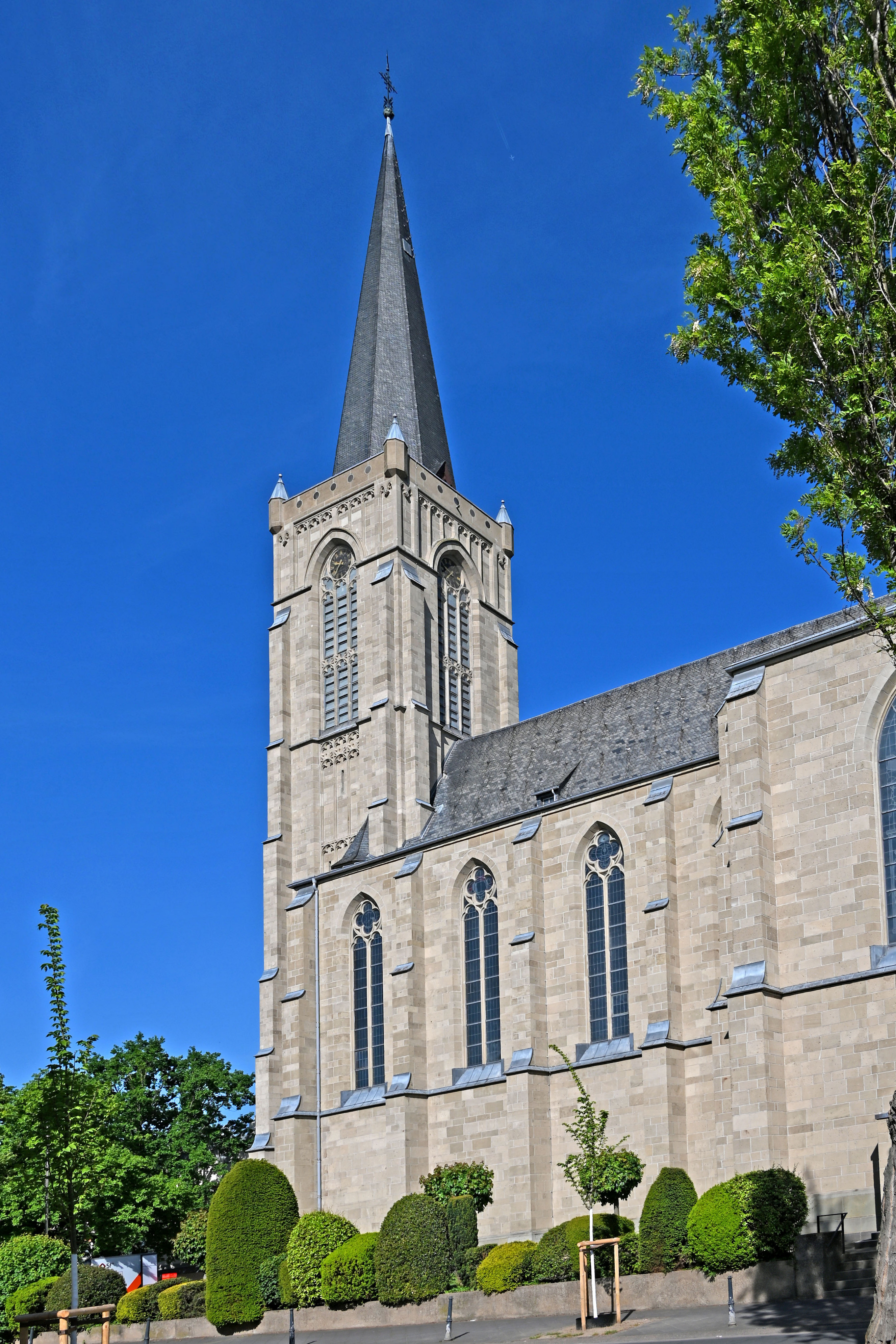
Herz-Jesu-Kirche, Ansicht von Südosten

Die Herz-Jesu-Kirche in Euskirchen ist eine römisch-katholische Kirche im neugotischen Stil. Sie ist die größte der drei Kirchen der Katholischen Pfarrei St. Martin in der Innenstadt von Euskirchen (Kreisdekanat Euskirchen im Erzbistum Köln).

## Lage und Umgebung
Die Herz-Jesu-Kirche befindet sich am Herz-Jesu Vorplatz im Stadtzentrum von Euskirchen, unweit des Veybachs. An der Stelle, wo die Kirche errichtet wurde, verlief früher die Euskirchener Stadtmauer.

## Architektur
Die Kirche ist ein dreischiffiger Hallenbau mit einem Kreuzrippengewölbe. Außen ist die Herz-Jesu-Kirche mit weißem Tuffstein verkleidet. Der Turm steht im Südwesten des Bauwerks, die Apsis weist nach Nordosten. Der Turm hat eine Höhe von ca. 70 m und beherbergt sechs Glocken. Die Fenster wurden in den Jahren von 1957 bis 1959 von dem Kölner Maler Robert Rexhausen gestaltet. Das Tympanon über dem Haupteingang zeigt eine Darstellung des Guten Hirten.

## Geschichte
Nachdem zu Beginn des 20. Jahrhunderts der Beschluss zum Bau einer weiteren katholischen Kirche in Euskirchen gefasst worden war, beauftragte der Kirchenvorstand den Architekten Aloys Schlösser aus Neuss mit der Planung der Kirche. Mit dem Bau der Fundamente wurde 1905 begonnen. Am 29. April 1906 erfolgte die Grundsteinlegung durch den Kölner Erzbischof Antonius II. Kardinal Fischer. Im Rahmen der Bauarbeiten wurde im Jahr 1908 auch ein Turm der Euskirchener Stadtbefestigung abgebrochen. Eine Gedenkplatte nordöstlich des Chores erinnert an dessen Standort.
Am 20. Juni 1909 wurde die Herz-Jesu-Kirche durch den Kölner Weihbischof Joseph Müller geweiht. Mit der Errichtung der Herz-Jesu-Pfarrei am 1. Dezember 1924 wurde die Herz-Jesu-Kirche zur Pfarrkirche. Der erste Pfarrer der Gemeinde war Hermann-Josef Koerfer. Die Pfarrei bestand bis zum 31. Dezember 2005. Seitdem gehört die Herz-Jesu-Kirche zur Pfarrei St. Martin.
Bei einem alliierten Bombenangriff am Heiligabend 1944 wurde die Herz-Jesu-Kirche schwer getroffen und stark zerstört. Die Christmette konnte nur in der Sakristei gehalten werden.
Im Jahr 1950 begann der Wiederaufbau nach Plänen des Architekten Dominikus Böhm, inklusive der Erneuerung des Dachstuhls. Der erste Gottesdienst am neuen Hauptaltar fand am 6. April 1957 statt.
Am 3. Februar 1975 begannen umfangreiche Renovierungsarbeiten, für deren Dauer die Kirche geschlossen wurde. Im Rahmen dieser Arbeiten wurde die nach dem Krieg eingezogene Flachdecke wieder durch ein Kreuzrippengewölbe ersetzt. Die Weihe der renovierten Herz-Jesu-Kirche erfolgte am 20. November 1976 durch den Kölner Erzbischof Joseph Kardinal Höffner.

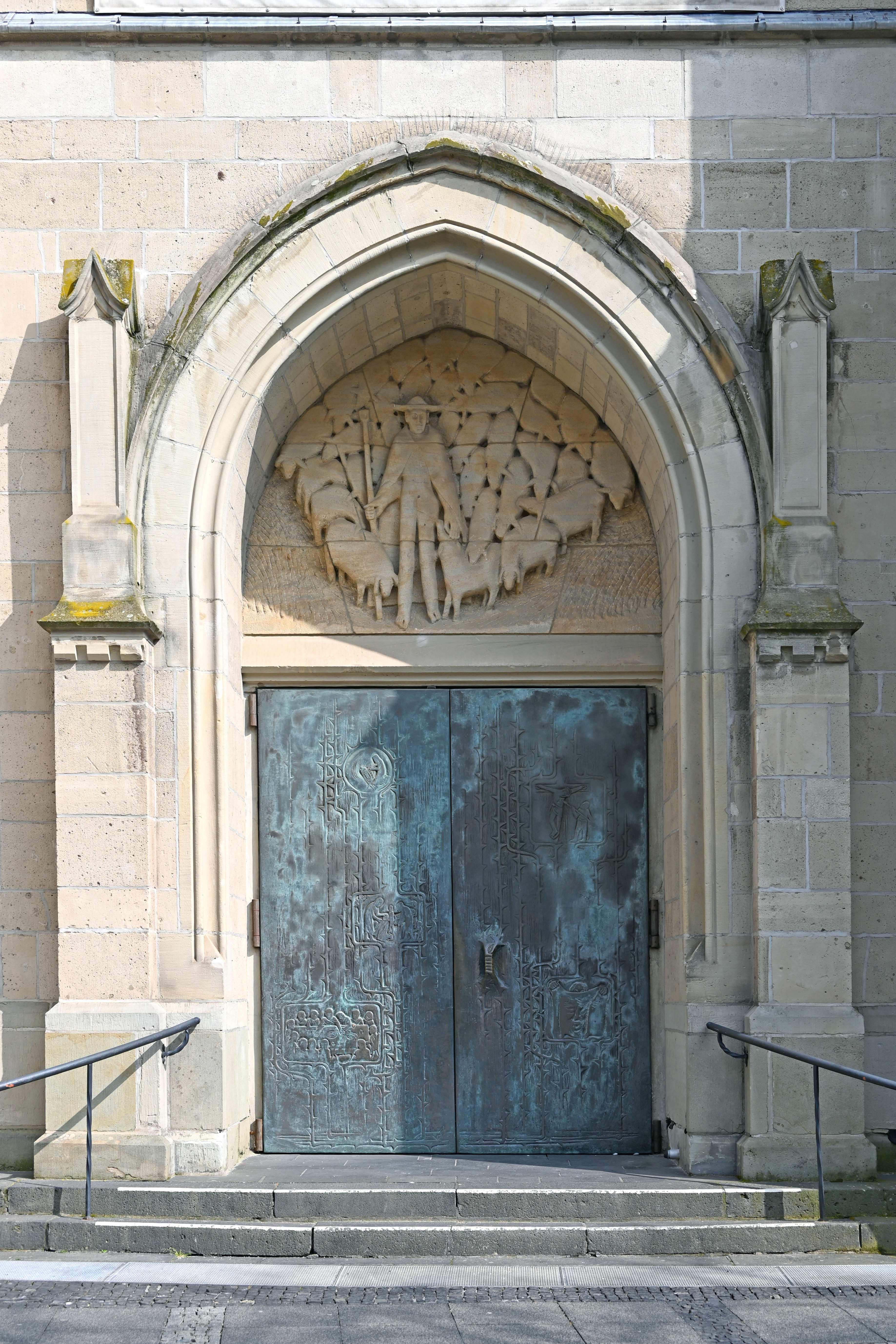
Portal
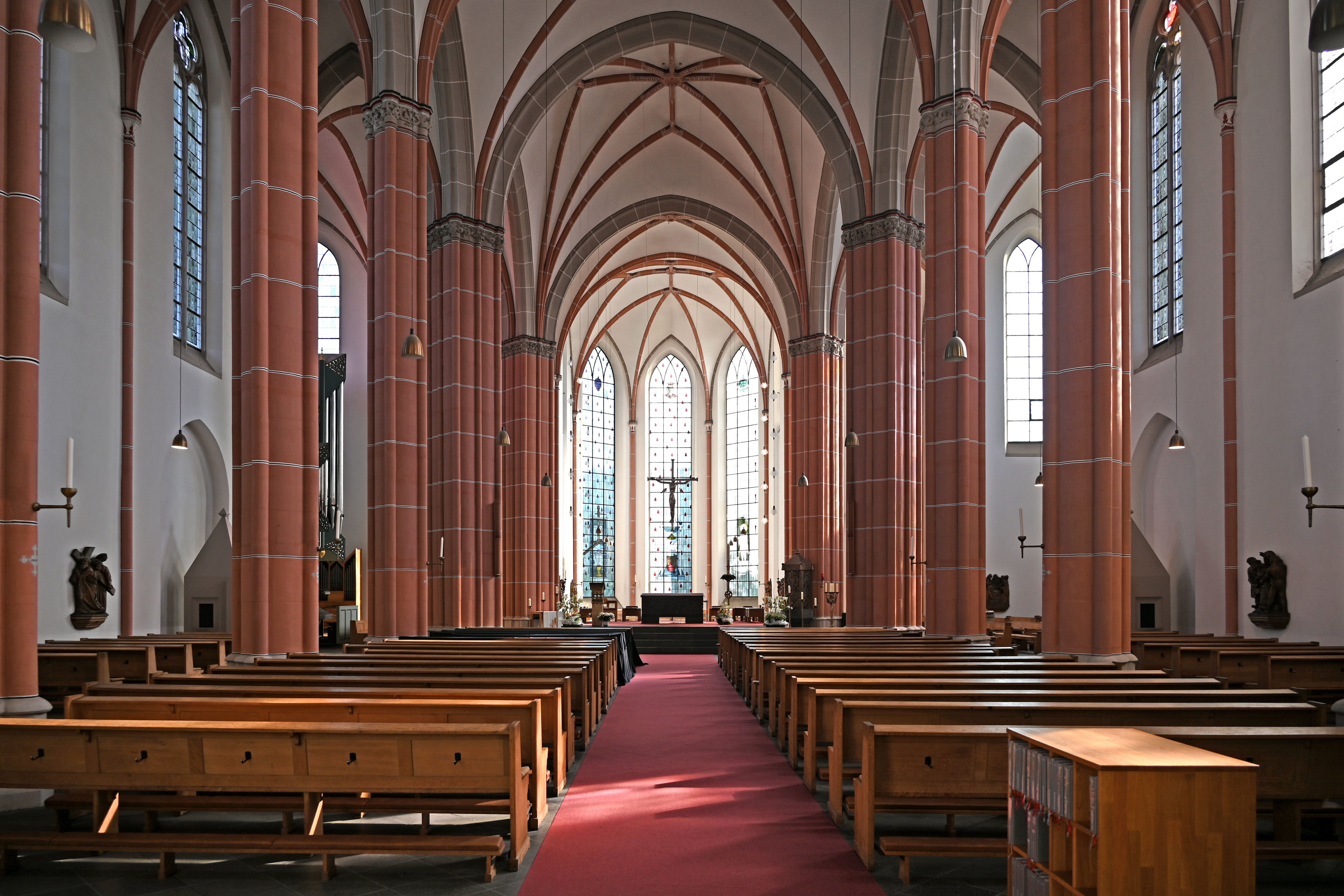
Innenraum nach Osten
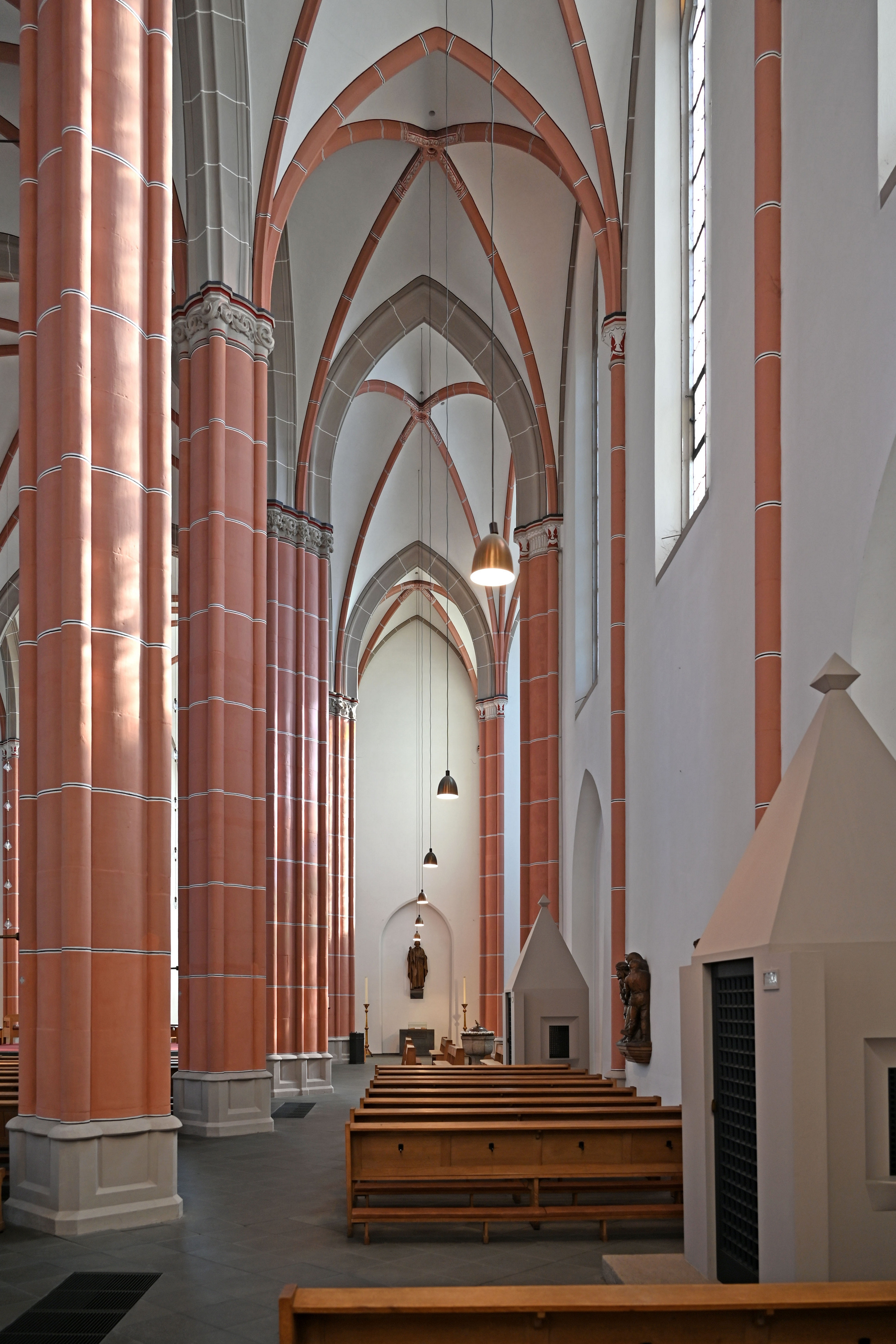
Seitenschiff
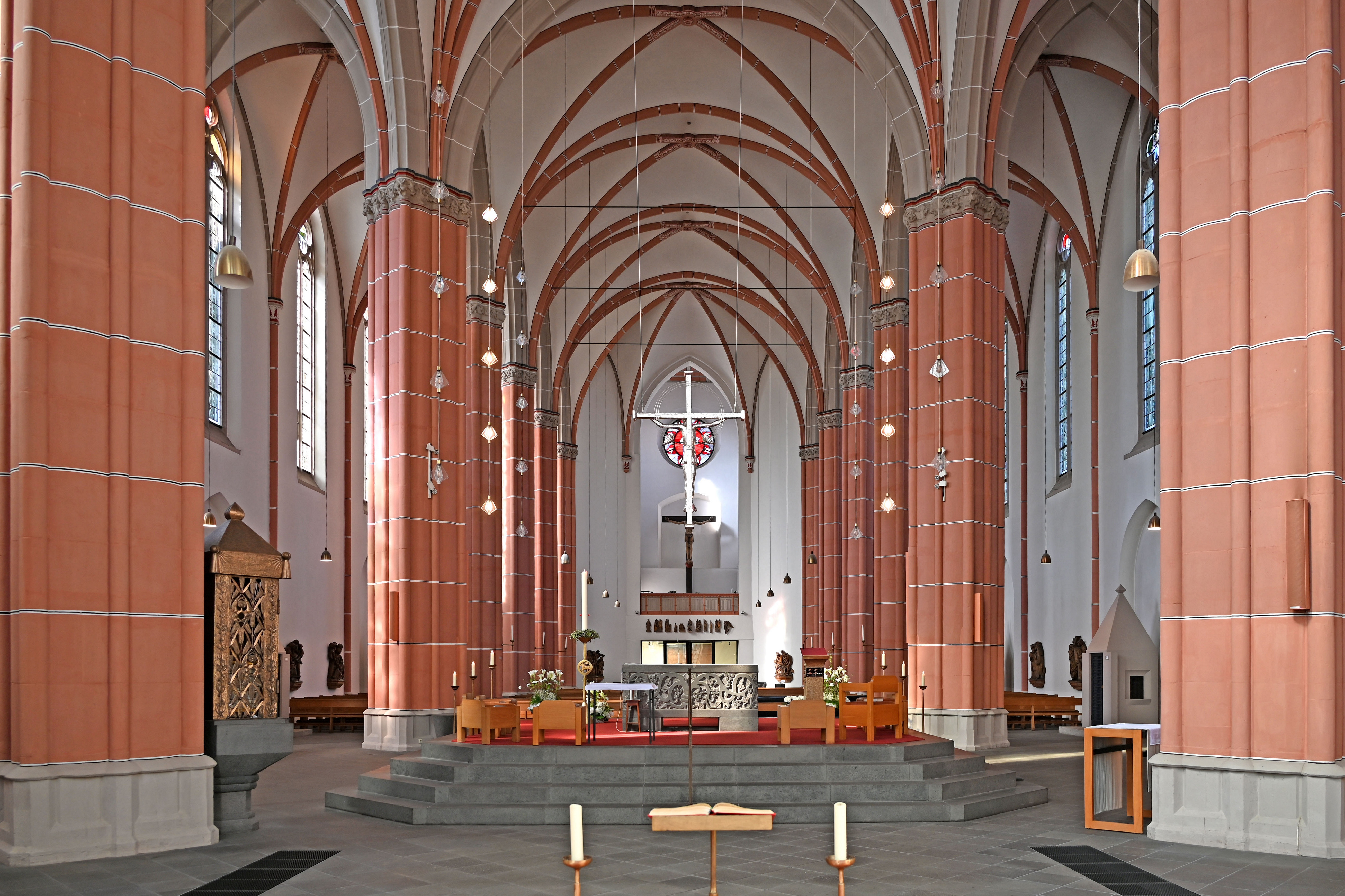
Innenraum nach Westen
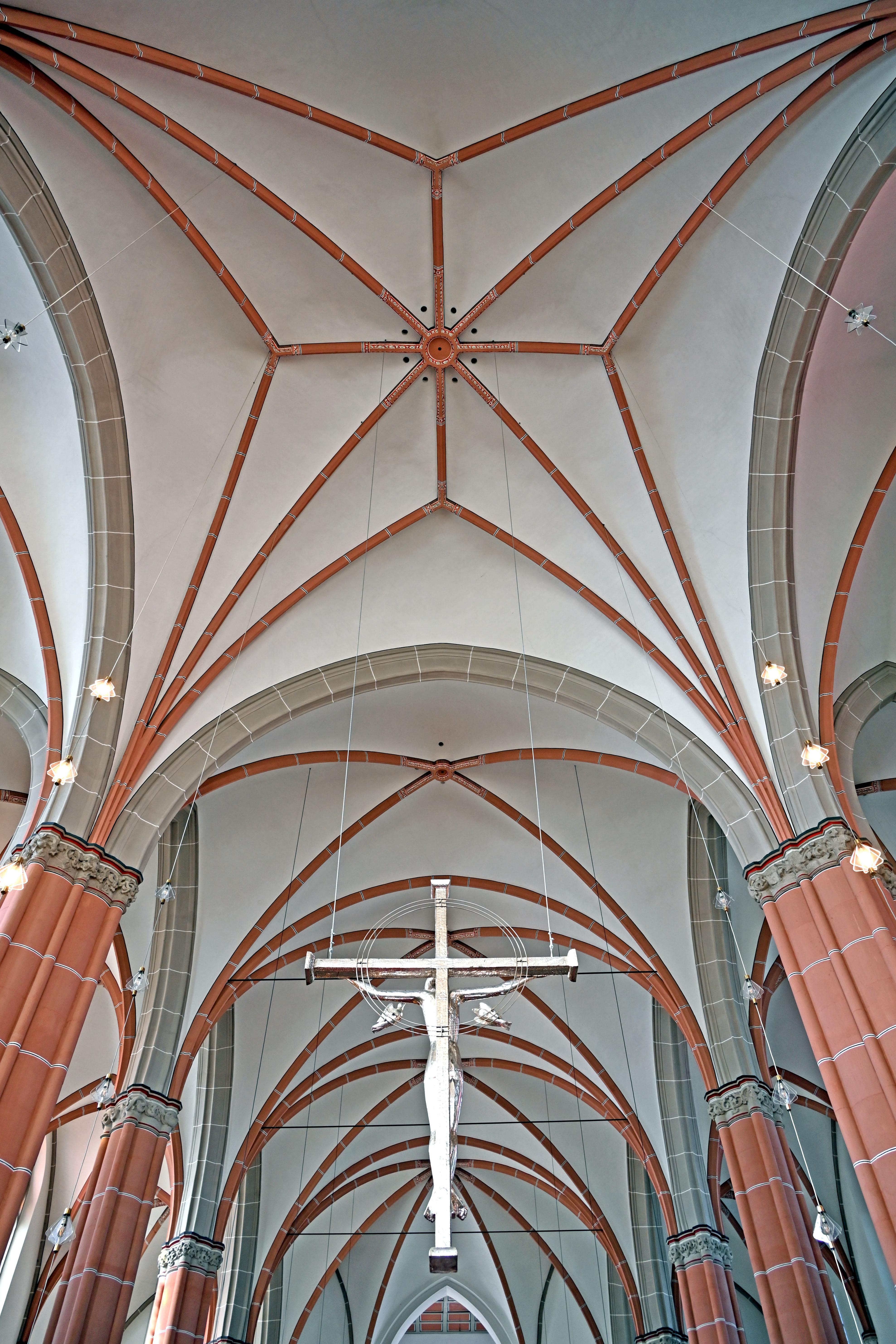
Rippengewölbe
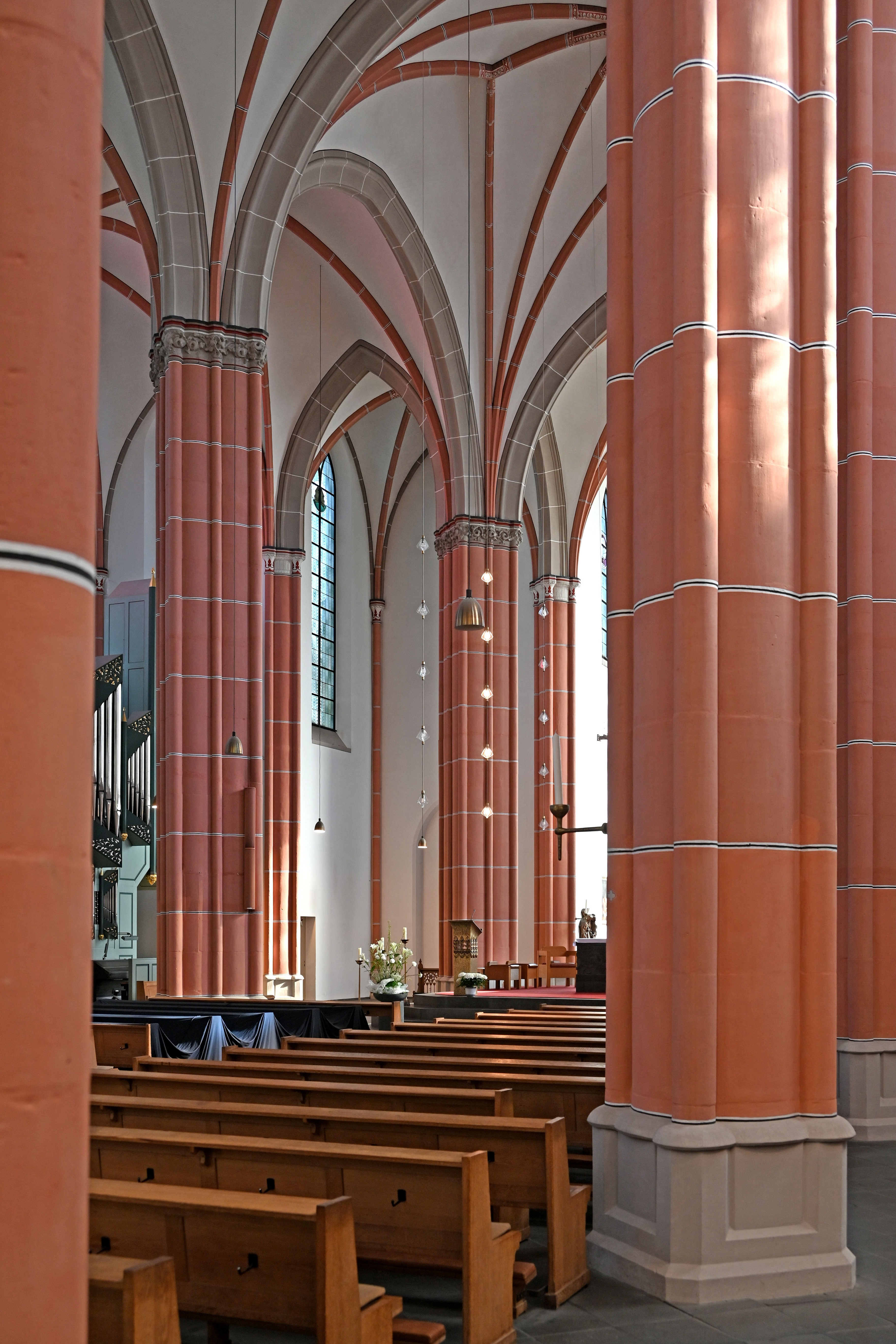
Säulen
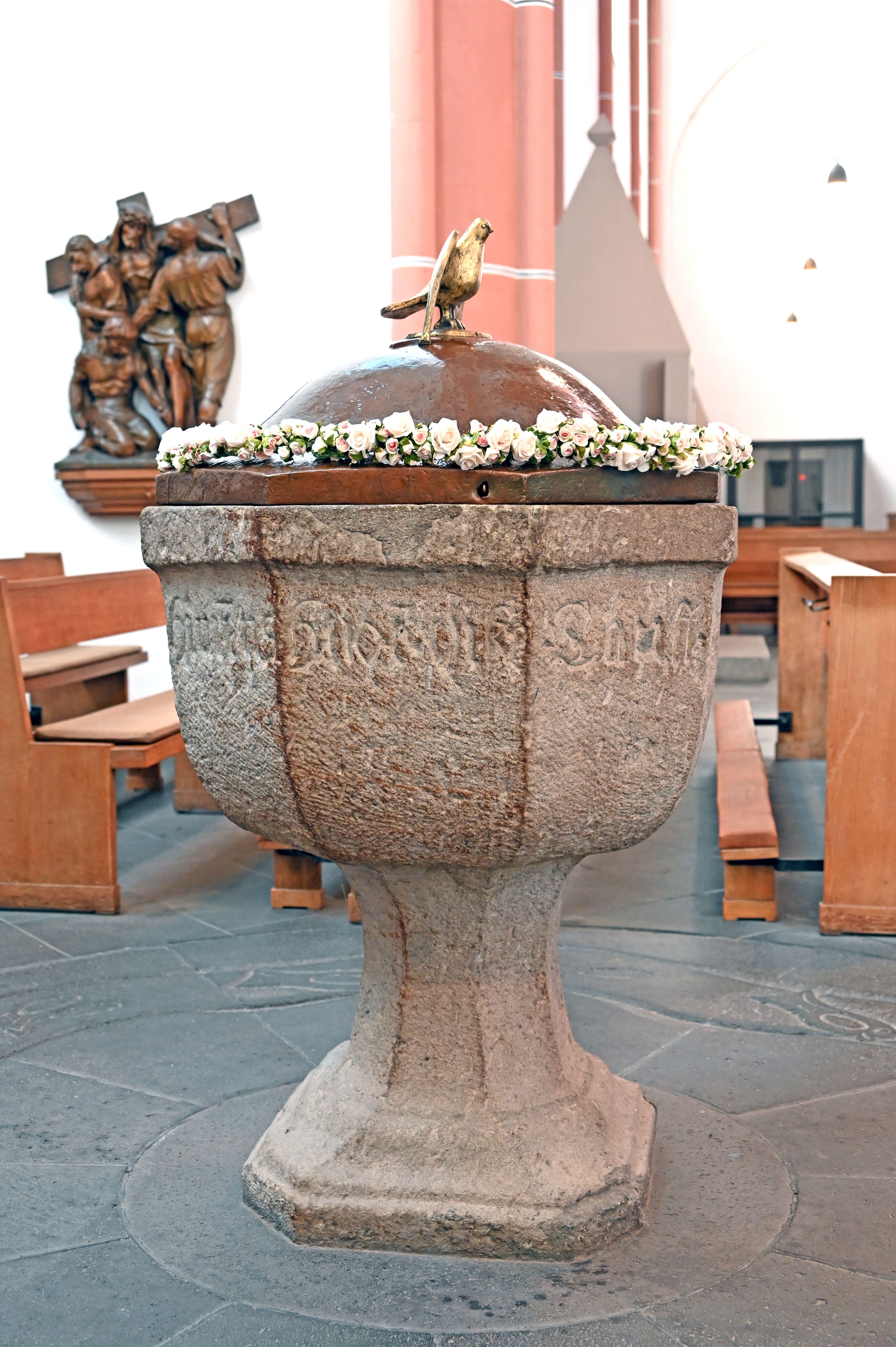
Taufstein (1680)
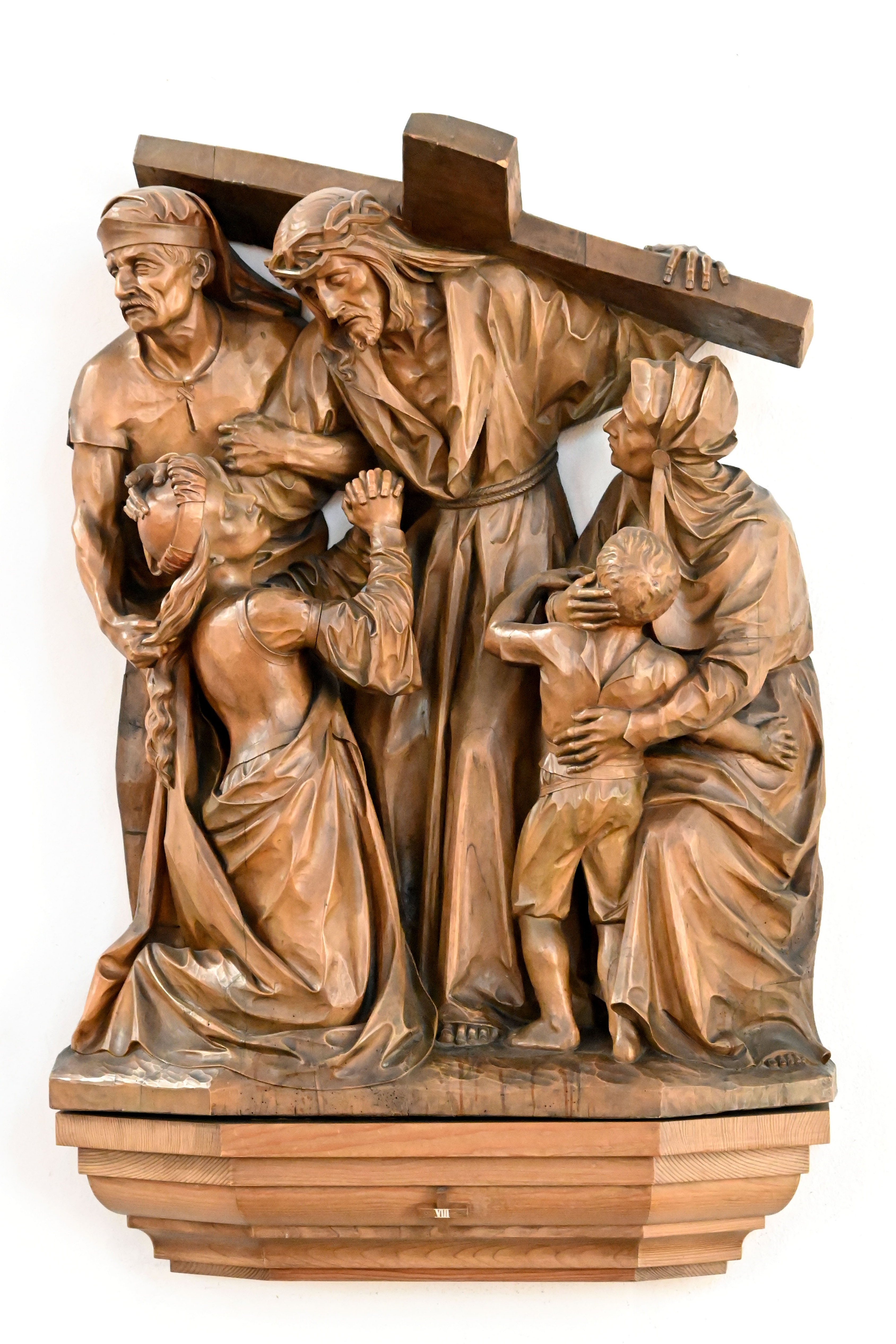
Kreuzwegstation
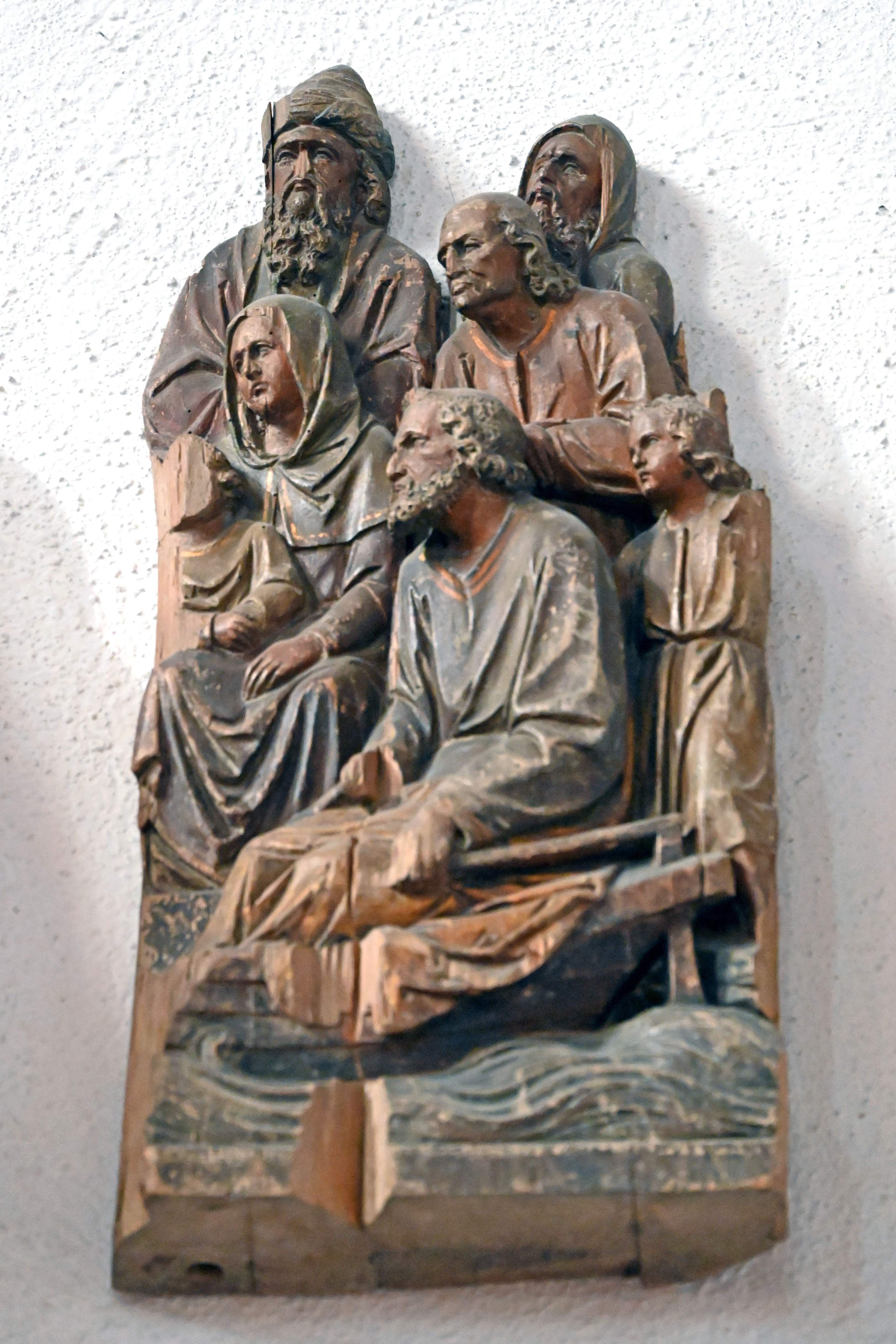
Relief
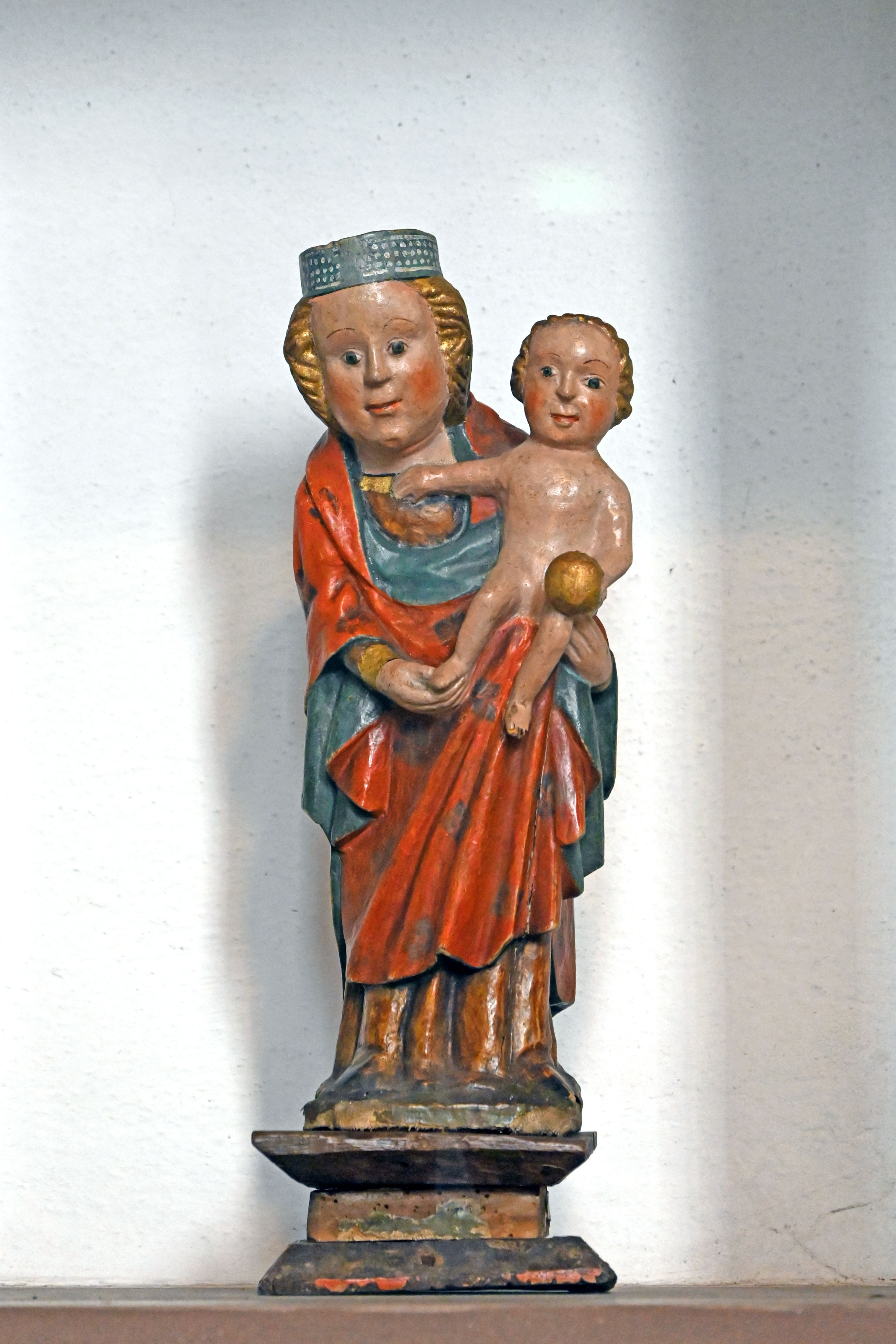
Madonna (1400)

Ab dem 9. März 2001 wurde der Turm der Herz-Jesu-Kirche aufwendig restauriert. Die Arbeiten dauerten bis zum 1. Oktober 2003. Am 15. Februar 2003 wurden fünf neue Glocken durch den Kölner Weihbischof Norbert Trelle geweiht.

## Glocken
Das Geläut der Herz-Jesu-Kirche besteht aus sechs Glocken.
| Nr. | Name                 | Gussjahr | Gießer, Gussort            | Masse (kg) | Schlagton (HT-1/16) |
| 1   | Herz-Jesu-Glocke     | 2002     | Petit & Edelbrock, Gescher | 3300       | b                   |
| 2   | Benedikt-Glocke      | 2002     | Petit & Edelbrock, Gescher | 1900       | des′                |
| 3   | Marienglocke         | 1960     |                            | 1400       | es′                 |
| 4   | Hermann-Josef-Glocke | 2002     | Petit & Edelbrock, Gescher | 950        | f′                  |
| 5   | Edith-Stein-Glocke   | 2002     | Petit & Edelbrock, Gescher | 550        | as′                 |
| 6   | Nikolaus-Groß-Glocke | 2002     | Petit & Edelbrock, Gescher | 400        | b′                  |

## Orgel
Die Orgel der Kirche wurde 1979 von der Firma Weimbs Orgelbau als Opus 142 gebaut. Sie hat 34 Register auf drei Manualen und Pedal. Die Spieltraktur ist mechanisch, die Registertraktur elektrisch.
Disposition
| I Hauptwerk C–g3 |             |        |
| 1.               | Bordun      | 16′    |
| 2.               | Principal   | 08′    |
| 3.               | Hohlflöte   | 08′    |
| 4.               | Octave      | 04′    |
| 5.               | Bleigedeckt | 04′    |
| 6.               | Superoctave | 02′    |
| 7.               | Mixtur V    | 01 ⁄3′ |
| 8.               | Cornett IV  | 04′    |
| 9.               | Trompete    | 08′    |

| II Schwellwerk C–g3 |              |         |
| 10.                 | Rohrgedackt  | 08′     |
| 11.                 | Salicional   | 08′     |
| 12.                 | Voix céleste | 08′     |
| 13.                 | Principal    | 04′     |
| 14.                 | Querflöte    | 04′     |
| 15.                 | Quinte       | 02 ⁄3′  |
| 16.                 | Gemshorn     | 02′     |
| 17.                 | Terz         | 01 3⁄5′ |
| 18.                 | Scharff IV   | 01′     |
| 19.                 | Dulcian      | 16′     |
| 20.                 | Hautbois     | 08′     |
| 21.                 | Clairon      | 04′     |
|                     | Tremulant    |         |

| III Brustwerk C–g3 |                   |       |
| 22.                | Gedackt           | 8′    |
| 23.                | Rohrflöte         | 4′    |
| 24.                | Principal         | 2′    |
| 25.                | Sifflöte          | 1 ⁄3′ |
| 26.                | Glockenzimbel III | 2⁄3′  |
| 27.                | Apfelregal        | 8′    |
|                    | Tremulant         |       |

| Pedal C–f1 |             |     |
| 28.        | Principal   | 16′ |
| 29.        | Subbass     | 16′ |
| 30.        | Oktave      | 08′ |
| 31.        | Gedackt     | 08′ |
| 32.        | Choralflöte | 04′ |
| 33.        | Posaune     | 16′ |
| 34.        | Trompete    | 08′ |

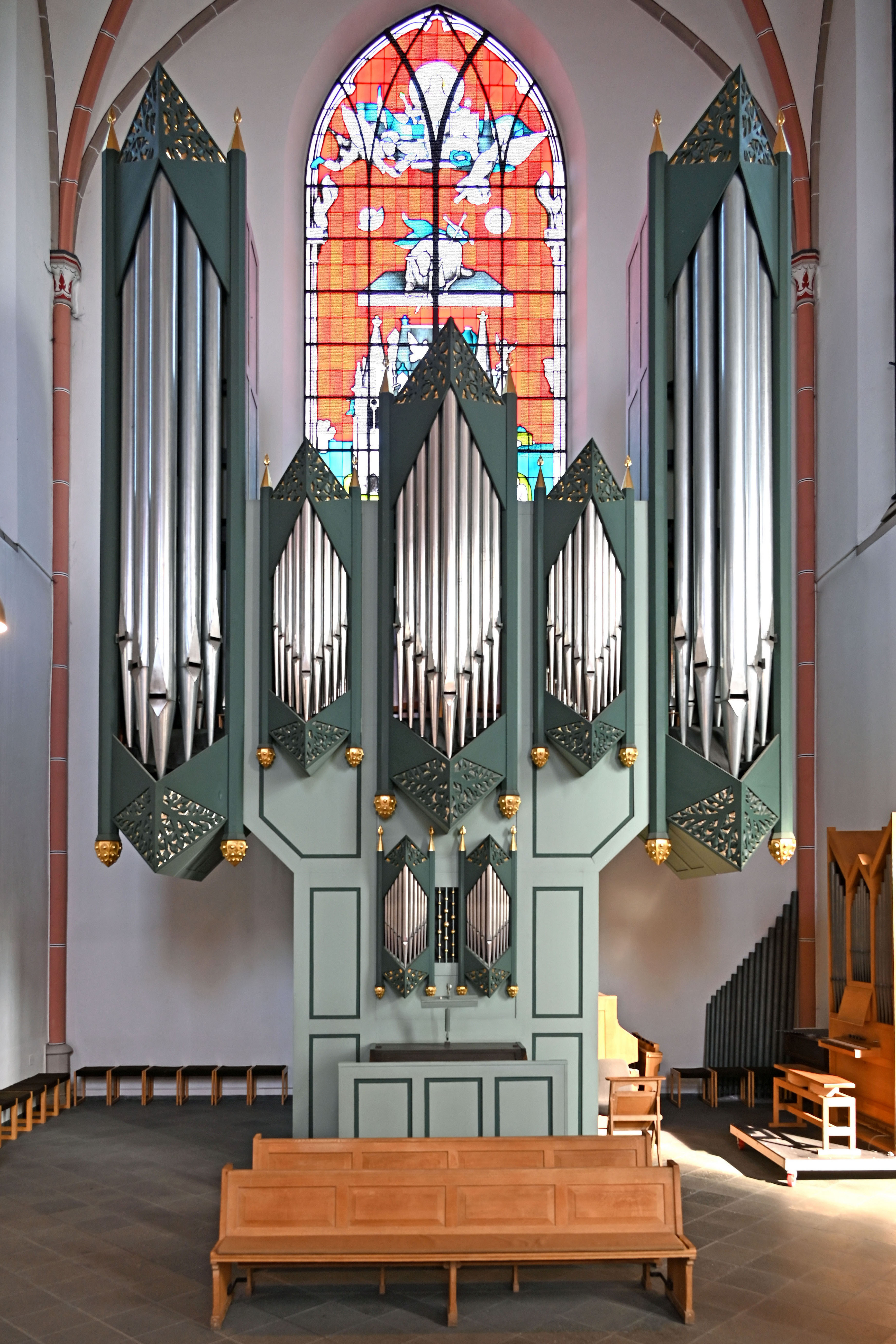
Weimbs-Orgel (1979)

- Koppeln (elektrisch): II/I, III/I, III/II, I/P, II/P, III/P
- Spielhilfe: Setzeranlage